# 謝芳慶
謝芳慶（1910年8月27日-1993年2月19日），雲林縣大埤鄉西鎮村（西勢潭）人。戰後臺灣雲林地方政治人物，曾任兩任大埤鄉鄉長、雲林縣議會首屆民選議員、第四屆雲林縣議會副議長。

## 生平
1910年生於日治台灣嘉義廳打貓北堡舊庄西勢潭的謝氏地方望族。1934年赴日留學，1937年畢業於日本中央大學法學部，畢業後返鄉任職於臺南州斗六郡大埤庄（今雲林縣大埤鄉）地方行政單位直到1945年。
中華民國政府統治後，謝芳慶積極參與地方自治選舉，當選數個地方要職，1946-1953年間擔任大埤鄉農會常務理事及總幹事，1946年當選大埤鄉鄉民代表會主席。
於1951年加入中國國民黨，當選雲林縣第一屆縣議會議員。1953年當選第二屆大埤鄉鄉長，並在1956年連任第三屆大埤鄉鄉長。1958年當選第四屆雲林縣議會議員，擔任副議長。1961年當選第五屆雲林縣議會議員，擔任中國國民黨雲林縣地方黨部委員會副主任委員。1964年協助友人縣議員林恆生積極籌備參選第五屆雲林縣長選舉，但中國國民黨決議推派非地方自治選舉出身的省政府公務員廖禎祥空降參選，謝芳慶因此辭任地方黨部副主委。1968年參選第六屆雲林縣縣長中國國民黨黨內選舉失利，由時任縣長廖禎祥代表國民黨登記參選並連任，後辭去公職淡出政治。

## 家庭生活
育有五子，么子謝政諭為臺灣政治學者，曾擔任東吳大學人文社會學院院長。